# Verbandsgemeinde Wittlich-Land (1968-2014)
La comunità amministrativa di Wittlich-Land (Verbandsgemeinde Wittlich-Land) era una comunità amministrativa della Renania-Palatinato, in Germania.
Faceva parte del circondario di Bernkastel-Wittlich.
A partire dal 1º luglio 2014 è stata unita alla comunità amministrativa di Verbandsgemeinde Manderscheid per costituire la nuova comunità amministrativa Verbandsgemeinde Wittlich-Land, un nuovo ente distinto dalla comunità amministrativa omonima soppressa.

## Suddivisione
Comprendeva 24 comuni:
1. Altrich
2. Arenrath
3. Bergweiler
4. Binsfeld
5. Bruch
6. Dierscheid
7. Dodenburg
8. Dreis
9. Esch
10. Gladbach
11. Heckenmünster
12. Heidweiler
13. Hetzerath
14. Hupperath
15. Klausen
16. Landscheid
17. Minderlittgen
18. Niersbach
19. Osann-Monzel
20. Platten
21. Plein
22. Rivenich
23. Salmtal
24. Sehlem

Il capoluogo era Wittlich, esterna al territorio della comunità amministrativa.